# Кирил Кадийски
Кирил Крумов Кадийски е български поет, есеист, преводач, дипломат.

## Биография
Кирил Кадийски е роден през 1947 г. в село Ябълково, Кюстендилско. Завършва руска филология през 1971 г. Работи като редактор в литературната редакция на Българското радио, а по-късно в издателство „Народна култура“, както и на свободна практика като преводач на поезия от френски и руски. През 1984 г. специализира френски език в Алианс франсез в Париж. Пише и превежда поезия. Въпреки че голяма част от личното му творчеството е издадено до 1990 година, Кадийски не е приет за член на Съюза на българските писатели. Част от произведенията му са публикувани в самиздат.
След демократизацията на страната Кадийски създава през 1991 г. едно от първите частни издателства в България „Нов Златорог“, което издава десетки заглавия от български и чужди автори, част от които са отличени с награди.
През 1997 г. Кадийски е избран за член-кореспондент на френската академия „Маларме“. От 2002 г. е член на българския ПЕН клуб. През 2004 г., след спечелване на конкурс, е назначен за директор на Българския културен институт в Париж, който пост заема до юни 2009 г. В същото време е съветник към българското посолство във Франция. През декември 2007 г. е избран за член на международната академия „Монмартър“, а в началото на 2009 – за почетен гражданин на „Монмартърската република“.
Участва в първата Олимпиада на поезията в Швеция, организирана от IOPP (International Organization of Performing Poets), като член на българския отбор, съставен още от Кристин Димитрова, Силвия Чолева и Георги Пашов.
Член на журито на националната награда за съвременна българска художествена проза „Хеликон“ през 2019 г.

## Творчество
Кадийски е нестандартен автор. Литературният критик Светлозар Жеков, автор на обемиста анкета с поета, казва за него: „Кирил Кадийски, един голям български творец, без да е получил и до днес подобаващо официално признание за творчеството си в България, още преди години беше приет в лоното на големите световни поети на ХХ век – във френската академия „Маларме“. Нейният председател Жан Оризе пише за Кадийски: „За мен той е най-значимият поет от своето поколение в България. Неслучайно го избрахме за член-кореспондент на нашата академия „Маларме“, нареждайки го до толкова безспорни поети като албанеца Исмаил Кадаре, финландеца Пенти Холапа, румънката Ана Бландиана, руснака Андрей Вознесенски, ирландеца Шеймъс Хийни (Нобелов лауреат), ливано-сириеца Адонис и Йостен Шьостранд от Шведската академия… Кирил Кадийски е в добра компания и ние сме щастливи и горди, че той вече се числи сред нас“. За него преди повече от 15 години Ален Боске пише: „Той е сред най-универсалните умове в своята страна днес“. По-късно френският критик Стефан Баке добавя: „Подобно на Манделщам или на Бродски, Кадийски предлага свой модел на размисъл върху отминаващия век“.
Поезията на Кирил Кадийски е така самобитна, че трудно се определя мястото му в българската поетическа традиция. От една страна той е продължител на предметното начало в поезията, чийто най-ярък представител е Атанас Далчев. От друга – в поезията му се долавя отчетливо драматизмът на Пейо Яворов, свързан повече със символизма. От трета – се усеща влиянието и на големия лирик – Димчо Дебелянов. Литературният критик Георги Цанков пише за Кадийски: „Един външно успокоен Яворов, повярвал в надеждата на изгрева, един драматизиран и динамизиран Далчев, един поосвободен от мекотата на усещанията Дебелянов – всички те присъствуват като вечни спътници в безспорно оригиналната творческа индивидуалност на Кадийски“. Но към това следва да се добави и необичайната за българската поетическа традиция метафорична стихия. Някои критици свързват образното изобилие в творчеството на Кадийски с имажинизма, но корените на истинската му страст към метафората могат да се потърсят в българския фолклор и в стихотворенията на Христо Ботев. Самобитността му като творец е подчертана и от Жан Оризе: „Не познавам подобен поетически почерк в съвременния литературен процес“… Списание „Нувел обсерватьор“ нарежда Кирил Кадийски сред най-значителните съвременни поети.
Кирил Кадийски е между най-известните български преводачи на поезия. Превел е на български множество френски и руски поети, между които Франсоа Вийон, Виктор Юго, Шарл Бодлер, Пол Верлен, Стефан Маларме, Артюр Рембо, Гийом Аполинер, Блез Сандрар, Фьодор Тютчев, Иван Бунин, Александър Блок, Максимилиан Волошин, Борис Пастернак и други. Превел е и почти цялото творчество на Молиер. Известни са и неговите преводи на сонетите на Шекспир.
Във Франция творчеството му е изцяло публикувано в петнадесет отделни книги. През 2006 г. френското издателство „L’Esprit des péninsules“ съвместно с Университетското издателство „Св. Климент Охридски“ публикува в отделен том цялото му поетическо творчество на български, френски и английски език. Едно от най-авторитетните френски издателства за класическа и модерна литература „Les belles lettres“ сключи ексклузивен договор с Кадийски за цялостното му творчество и направи второ допълнено и коригирано издание на въпросния представителен том.
Негови книги са излезли и в Испания, Италия, Гърция, Сърбия, Румъния и Република Македония. Стиховете му са преведени на английски, немски, полски, словашки, унгарски, турски, руски, беларуски, украински, финландски, шведски и други езици. Участник е в едни от най-престижните международни форуми на поетите като Биеналето на поезията в Лиеж, Белгия, Стружките вечери на поезията, Международния фестивал на поезията в Троа Ривиер, Канада. Кадийски е член-учредител на движението на поетите-франкофони Cap à l’Est.

### Полемики
Кадийски често е обект на медийно внимание. След излизането на литературната анкета с него, някои от позициите му са атакувани и отричани от негови опоненти.
През юни 2007 г. в статия във вестник „Фигаро“ френският журналист Рафаел Станвил, дава гласност на съмненията на руската докторантка Оксана Холопина, която твърди, че откритата от Кадийски поема „Легенда за Новгород“ на Блез Сандрар е фалшификат. Професор Клод Льороа, издателят Брюно Роа, дъщерята на поета Мириам Сандрар опонират на тези твърдения., за което се говори както във френската преса, така и в българската, където беше дадено обширно място за различни виждания и аргументи, нещо богато отразено в „Курие ентернасионал“, чиято задача е да следи и отразява международния печат. Може да се посочи също, че само няколко дена по-късно Станвил пише, че той никъде и по никакъв начин не обвинява Кадийски, а само обръща вниманието, че някои обстоятелства насочват мисълта към него.
Според Хлопина, има несъответствия между начина, по който Сандрар описва творбата си, и самото съдържание на творбата. Също така тя забелязва, че в представеното от Кадийски копие се споменава за хотел „Англетер“ (от френски език – Англия) в Санкт-Петербург, който според нейните източници носи това име от 1925, а творбата трябва да е писана през 1907. Според друг източник обаче хотелът от 1876 се е казвал „Шмидт-Англия“, после „Англия“, в периода 1911 – 1919 – „Англетер“, в 1919 – 1925 – „Интернационал“, а после отново „Англетер“, до 1948. Хлопина излага също и други фактологически, стилистични и ортографски аргументи.

### Литературни награди
Кирил Кадийски е носител на български и международни литературни награди.
- Награда „Димчо Дебелянов“, 1970 г. за преводна поезия
- Годишна награда на СПБ, 1980 г. за превода на „Еламазен мой венец“ от Валентин Катаев
- Международна награда „Иван Франко“, 1987 г. за превода на „Енеида“ от Иван Котляревски
- Годишна награда на СПБ, 1989 г. за превода на „Слънчева кръв“ от Максимилиан Волошин и „Стихове на романа“ от Борис Пастернак
- Голямата награда на СПБ, 1994 г. за целокупно творчество
- Златната метафора, 1997 г. – грамота и специално издание на книга с избрани стихове, награда на Издателско ателие “Аб“
- Международна награда „Сичевски визии“ – за цялостно творчество, Ниш (Сърбия), 1997 г.
- Две награди на Международната поетическа олимпиада в Стокхолм, 1998 г.
- Почетна грамота на Министерството на културата на Република България, 1999 г.
- Национална награда „Христо Г. Данов“, 1999 г., за превода на стихотворения от Франсоа Вийон
- Голяма европейска награда за поезия, Румъния, 2000 г.
- Награда на в. „Литературен форум“ за поезия, по случай 150 години от рождението на Иван Вазов и Захарий Стоянов, 2000 г.
- Награда „Макс Жакоб“ (за цялостно творчество), Франция, 2002 г.
- Кавалер на ордена „Arts et lettres“, за заслуги към френската култура, 2004 г.
- Българо-шведската литературна награда „Артур Лундквист“ (2011), връчвана през година от 1988 до 2016 г. съвместно от НДФ „13 века България“, СУ „Св. Климент Охридски“ и посолството на Швеция в България[25]
- Национална награда за художествен превод „Стоян Бакърджиев“, 2013 г.[26][27]

## Кратка библиография
За пълната библиография вижте Кирил Кадийски. Библиография.

### Книги
- Небесни концерти, стихотворения, Български писател, 1979
- Ездач на мраморни коне, стихотворения, Български писател, 1983
- Пясъчно време, стихотворения, Български писател, 1987
- Перо от феникс и други стихотворения, Български писател/Златорог, 1991
- Поезия, с оформление и илюстрации на Румен Скорчев, в 333 екз., първите 33 от които подвързани на ръка от Николай Ликовски и номерирани от I до VII и от 1 до 25, Народна култура, 1995
- Живее в тоя странен град поетът, Издателско ателие „Аб“, 1997, (Награда Златната метафора)
- Кирил Кадийски. Съчинения в три тома (том I – Поезия, том II – Прози, том III – Преводи), ЕА Плевен, 1997
- Сонети, с предговор от Светлозар Жеков, Библиофилско издателство Ликовски, 1999
- Вечеря в Емаус, с предговор от Жан Оризе, Издателство Захарий Стоянов, 2000
- Между двойна бездна – стихове, есета и преводи, Университетско издателство Св. Климент Охридски, 2003
- Нови сонети, с пет рисунки от Николай Панайотов, Нов Златорог, 2003
- Черепът на Йорик и други стихотворения, Издателство Захарий Стоянов, Университетско издателство Св. Климент Охридски, 2004
- Седем нови стихотворения, с предговор от Бернар Ноел, Нов Златорог, 2007
- Кирил Кадийски. Съчинения в пет тома (том I – Поезия, том II – Прози, том III – Френски поети, том IV – Славянски поети, V – Литературна анкета на Светлозар Жеков), Издателство Захарий Стоянов, Университетско издателство Св. Климент Охридски, 2007
- Alter ego, с предговор от Светлозар Жеков и въведение към руския цикъл от Олег Хлебников, Нов Златорог, 2008

### Книги, преведени на други езици
- Choix de Poèmes, adaptés du bulgare par Alain Bosquet, Belfond, Paris, 1991
- Дани и ночи, на сръбски, превод Мила Васов, Ars Longa, Белград, 1999
- Vor der Auferstehung, Poem, ins Deutsche übertragen von Elena Birtscheva (Ппреди да възкръснеш, на български и немски), с илюстрации от Николай Панайотов, в 165 номерирани екз., Издателско ателие „Аб“, 1999
- Díhas cotidianos de dios, presentación, selección y traducción de Rada Panchovska, Málaga, 25 de mayo de 1999
- Sonnets, traduction: Sylvia Wagenstein, Fata Morgana, 2000
- Cina la Emaus, traducere: Dumitru Ion, Orient-Occident, Bucuresti, 2001
- La mort de l’hirondelle blanche et trieze nouveaux sonnets, traduction de Sylvia Wagenstein, dessins de Nicolaï Maystorov, Fata Morgana, 2002
- Poimata (на гръцки език), Превод – Здравка Михайлова, Парусия, 2002
- Вечера во Емаус, превод на македонски: Глигор Стойковски, КНИГА, Скопие, 2002
- La villa noctambule, traduction de Sylvia Wagenstein, photographies de Laurent Mallet, Fata Morgana, 2003
- Poèmes, Poems, traduits du bulgare par Sylvia Wagenstein et Nicole Laurent-Catrice en collaboration avec l’auteur; translated by Ann Diamond, L’Esprit des Péninsules, Paris / Presses Universitaires St. Clément d’Okhrid, Sofia, 2006
- Tid av sand, sand time („Пясъчно време“ на български, шведски и английски), tolkning av Åsa Ericsdotter efter en översättning från bulgariska av Elena Ivanova; translated by Ann Diamond St. Clement of Okhrid University Press, Sofia, 2007
- Le Crân de Yorick, édition bilingue, illustrée par Wanda Mihuleac, traduction du bulgare par Sylvia Wagenstein, Transignum, Paris, 2008
- Poèmes & Poems, collection „Architecture du verbe“, traduits du bulgare par Sylvia Wagenstein et Nicole Laurent-Catrice en collaboration avec l’auteur; translated by Ann Diamond, deuxième édition augmenjée et revue, Les belles lettres, Paris, 2009
- Alter ego (с предговор от Светлозар Жеков и въведение към руския цикъл от Олег Хлебников), traduction du bulgare par Sylvia Wagenstein et du russe par l’auteur en collaboration avec Sylvia Wagenstein; translated by Ann Diamond, Нов Златорог, 2009

### Преводи на чужди автори
- Трима френски поети (Бодлер, Верлен, Рембо), Народна култура, 1978
- Леополд Стаф, Есенен бунт, избрани стихотворения, Народна култура, 1980
- Валентин Катаев, Елмазен мой венец, Народна култура, 1980, (Годишна награда на СПБ)
- Иван Котляревски, Енеида, Народна култура, 1987, (Международна награда ИВАН ФРАНКО)
- Максимилиан Волошин, Слънчева кръв, Народна култура, 1989, (Годишна награда на СПБ)
- Гийом Аполинер, Поезия, Нов Златорог, 1993
- От Вийон до Виан, антология на френската поезия, Нов Златорог, 1996
- Франсоа Вийон, Стихотворения, на български и френски, Нов Златорог, 1997, (Национална награда Христо Г. Данов 1999 г., за най-добър превод)
- Блез Сандрар, Поезия, на български и френски, с предговор от Мириам Сандрар, Нов Златорог, 2000
- Виктор Юго, 21 стихотворения, луксозно издание, Нов Златорог, 2003
- Иван Бунин, Листопад и други стихотворения, Издателство Захарий Стоянов, 2003
- Антология на френската любовна лирика, Нов Златорог, 2004
- Пол Верлен, Стихотворения, трето допълнено и преработено издание, Нов Златорог, 2004
- Артюр Рембо, Стихотворения, трето допълнено и преработено издание, Нов Златорог, 2004
- Стефан Маларме, Стихотворения, трето допълнено и преработено издание, Нов Златорог, 2004
- Антология на модерната френска поезия, Нов Златорог, 2005
- Антология на модерната италианска поезия, Нов Златорог, 2006
- Борис Пастернак, Стихотворения, Издателство Захарий Стоянов, библиотека „Ars poetica“, 2006
- Данте Алигиери, Ад, Колибри, 2022

### Книги за Кирил Кадийски
- Светлозар Жеков. „Кирил Кадийски. Литературна анкета“, Перо, 2003; Захарий Стоянов, 2007.
- „От всекидневното към вечното. Българската и чуждестранна критика за творчеството на Кирил Кадийски – 1967 – 2007“, Балкани, 2007.
- „Alter ego на българската поезия“, УИ „Св. Климент Охридски“, 2024, 560 с. ISBN 978-954-075962-3